# 2-я Отдельная кавалерийская бригада
2-я Отдельная кавалерийская бригада — кавалерийское соединение в составе российской императорской армии.
Штаб бригады: Орёл. Входила в состав 13-го армейского корпуса.

## История дивизии

### Формирование
- 1896—1914 — 2-я Отдельная кавалерийская бригада
- 1914—1918 — 1-я бригада 16-й кавалерийской дивизии

### Боевые действия
В составе Сводной кавалерийской дивизии (2-я и 3-я отдельные кавбригады) 7 августа 1914 г. прорвалась через границу у Равы-Русской, продвинулась до Каменка, и 8 августа разрушила мост через р. Буг.

## Состав бригады
- 17-й гусарский Черниговский Е. И. В. Великого Князя Михаила Александровича полк
- 18-й гусарский Нежинский полк

## Командование бригады

### Начальники бригады
- 16.09.1896-12.12.1900 — генерал-майор Оводов, Александр Николаевич
- 16.01.1901-13.06.1905 — генерал-майор Степанов, Николай Петрович
- 28.06.1905-05.09.1905 — генерал-майор Бернов, Эммануил Иванович
- 02.10.1905-24.07.1907 — генерал-лейтенант фон Баумгартен, Леонтий Николаевич
- 21.08.1907-11.07.1908 — генерал-майор Орановский, Владимир Алоизиевич
- 26.07.1908-09.09.1908 — генерал-майор Зенкевич, Виктор Семёнович
- 04.10.1908-27.11.1912 — генерал-майор Стахович, Павел Александрович
- 27.11.1912-12.12.1914 — генерал-майор (с 16.08.1914 генерал-лейтенант) Драгомиров, Абрам Михайлович